# ファトルダ・スタジアム
ファトルダ・スタジアム（英: Fatorda Stadium）は、インドのゴア州マドガーオンにある球技専用スタジアムである。

## 概要
正式名称はジャワハルラール・ネルー・スタジアム（Jawarharlal Nehru Stadium）であるが、インド国内にはデリーのジャワハルラール・ネルー・スタジアムを始め各地に初代インド首相ジャワハルラール・ネルーの名を冠したスタジアムが多く、煩雑さを避けるために地名のファトルダをつけて略称でファトルダ・スタジアムと呼ばれることが多い。1989年に建設された。収容人数は27,300人。最初はサッカー専用スタジアムとして建設されたが、後にクリケットと兼用で使用できるよう改修された。
主にサッカーの試合に用いられる。Iリーグに所属するデンポSC、チャーチル・ブラザーズSC、サルガオカーSC、SCゴアがホームスタジアムとして使用する他、サッカーインド代表のホームスタジアムとして利用される。
2007年には、2010 FIFAワールドカップ・アジア予選1次予選のレバノン戦で使用された。2016年にはBRICS U-17サッカー選手権の会場としても使用された。

## 交通アクセス
インド鉄道のマドガーオン駅から徒歩約10分。